# Внутренняя стража

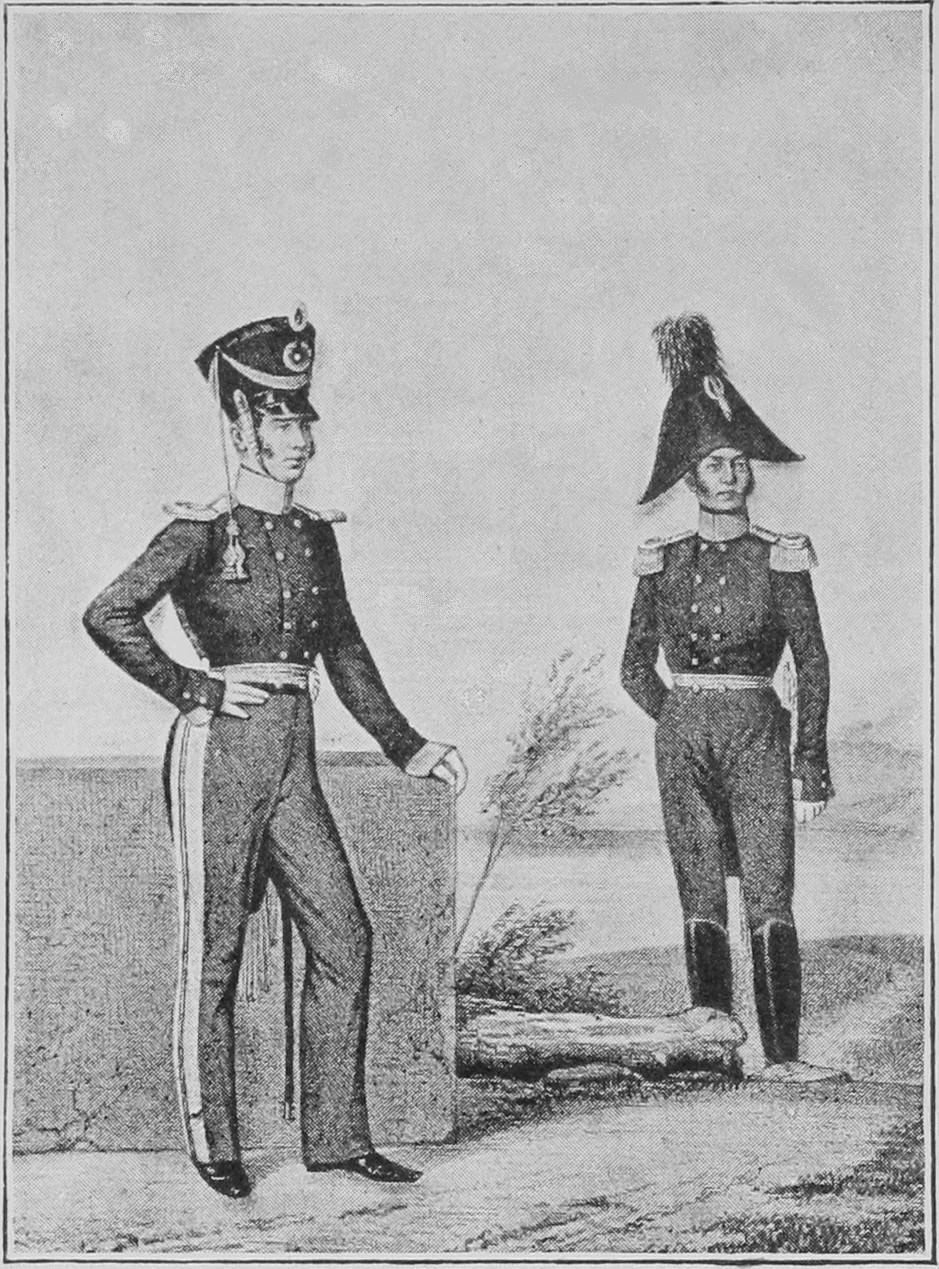
Обер- и штаб-офицеры батальонов внутренней стражи; 1828 год
(рисунок из статьи «Внутренняя стража»
«Военная энциклопедия Сытина»)

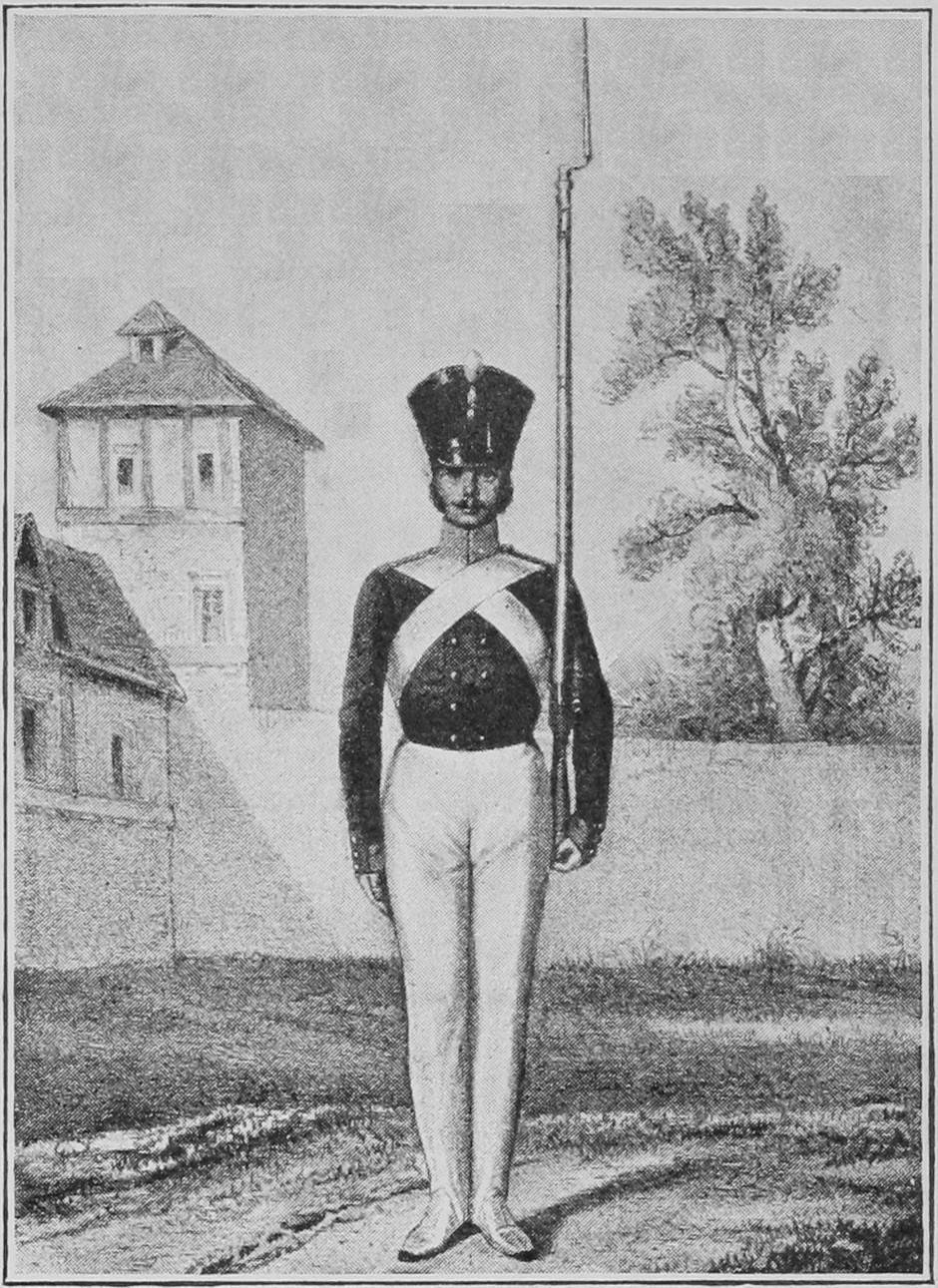
Рядовой батальонов внутренней стражи (1824—1825 гг.).
(рисунок из статьи «Внутренняя стража»
«Военная энциклопедия Сытина»)

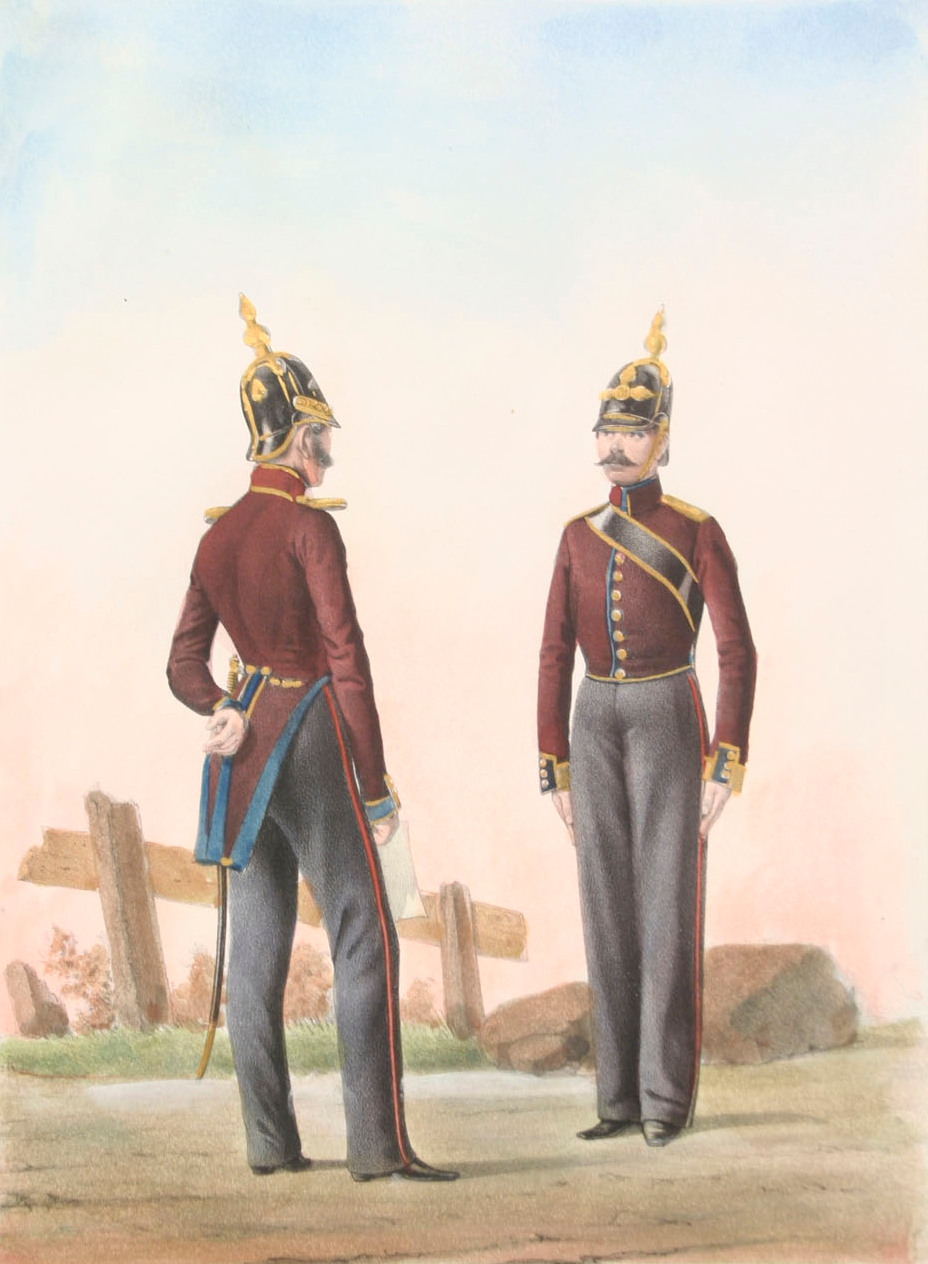
Обер-офицер и Рядовой Внутренних гарнизонных батальонов, 1844 год.

Внутренняя стража — род войск в Российской империи, предназначенный для несения внутренней службы (караульная и конвойная служба, обеспечение правопорядка). Создана на основе ряда частей гарнизонных войск в 1811 году, с 1816 года — Отдельный корпус внутренней стражи (ОКВС), упразднена в 1864 году (её функции переданы местным войскам).

## История

### Внутренняя стража
В начале 1811 года несколькими указами императора Александра I местные гарнизонные роты и уездные команды, подчинённые гражданскому начальству и выполнявшие обязанности по охране внутреннего порядка, были переданы из гражданского ведения в военное подчинение. На их базе в губернских городах европейской России были сформированы внутренние гарнизонные батальоны, сведённые в бригады внутренней стражи, которые, в свою очередь, объединены в округа внутренней стражи. Возглавил внутреннюю стражу генерал-адъютант Е. Ф. Комаровский.
Было утверждено «Положение для внутренней стражи», согласно которому она использовалась:
1. в помощь исполнению законов и приговоров суда;
2. на поимку, преследование и истребление разбойников и рассеяние запрещённых законом скопищ;
3. на усмирение неповиновения и буйства;
4. для поимки беглых, ушедших преступников и дезертиров;
5. для преследования запрещённых и тайно провезённых товаров;
6. в помощь свободному движению внутреннего продовольствия;
7. для содействия сбору податей и недоимок;
8. для сохранения порядка и спокойствия церковных обрядов всех исповеданий, законом терпимых;
9. для охранения порядка на ярмарках, торгах, народных и церковных празднествах и пр.;
10. для принятия и провожания рекрутов, преступников, арестантов и пленных;
11. для отправления военных, просрочивших отпуски, к их командам;
12. на пожары, для помощи при разлитии рек и тому подобное;
13. для отряжения нужных часовых к присутственным местам, тюрьмам и острогам;
14. для провожания казны, а сверх того, для употребления к выемкам при открытии[уточнить] корчемства и к страже виновных до отсылки их к суду.

Первоначально было образовано 8 округов внутренней стражи, каждым командовал окружной генерал в чине генерал-майора. В округ входили 2 — 3 бригады, состоящие из 2 — 4 батальонов. Батальоны дислоцировались в губернских городах и носили их название (Астраханский, Минский и т. п.). В каждом уездном городе размещалась инвалидная команда. В последующем число округов доходило до 12.

### Отдельный корпус внутренней стражи
В 1816 году части внутренней стражи были сведены в Отдельный корпус внутренней стражи.
2 октября 1829 года военный министр Александр Иванович Чернышёв присвоил чинам Отдельного корпуса внутренней стражи выпушки (канты) крапового цвета.
В 1853 году Отдельный корпус внутренней стражи состоял из 52 гарнизонных батальонов и двух полубатальонов, 564 инвалидных, 296 этапных и пяти соляных команд (численно равных взводу). Всего около 145 тысяч человек.
В 1858 году численность Отдельного корпуса внутренней стражи составляла 3 141 офицеров и генералов, 180 236 унтер-офицеров и солдат.

### Местные войска
В 1864 году в результате военной реформы Отдельный корпус внутренней стражи был упразднен и были созданы местные войска, в состав которых вошли некоторые губернские батальоны, реорганизованные в батальоны местных войск. В составе местных войск были также сформированы конвойные команды, осуществлявшие конвоирование арестантов и ссыльных, а также частично несущие внешнюю наружную охрану тюрем.
В 1886 году из конвойных команд была создана конвойная стража, по-прежнему входившая в состав местных войск, а в оперативном подчинении находившаяся у Главного тюремного управления (ГТУ).

## Командир, чин (период)
Командир окВС (до 1816 года должность называлась инспектор Внутренней стражи) был также помощником военного министра России, имперского периода:
- Комаровский, Евграф Федотович, генерал-адъютант, генерал-лейтенант с 30 августа 1816 года, генерал от инфантерии с 25 июля 1828, (7 июля 1811 — 18 октября 1828);
- Капцевич, Пётр Михайлович, генерал от артиллерии (29 сентября 1828 — апрель 1840);
- Рейбниц, Карл Павлович, генерал-лейтенант (май 1840 — 25 марта 1843);
- Тришатный, Александр Львович, генерал-лейтенант (25 марта 1843 — 21 февраля 1847);
- Гартунг, Николай Иванович, генерал-лейтенант (23 марта 1847 — 8 мая 1857);
- Лауниц, Василий Фёдорович фон дер, генерал-лейтенант (9 мая 1857 — 9 августа 1864).

## Состав
К началу 1853 года в состав окВС входили:
- управление;
  - 52 гарнизонных батальона;
  - два полубатальона;
  - 564 инвалидные команды;
  - 296 этапных команд;
  - пять соляных команд.

Всего, по штатам, 145 000 человек личного состава.